# Hydriomena grandis
Hydriomena grandis är en fjärilsart som beskrevs av Barnes och Mcdunnough 1917. Hydriomena grandis ingår i släktet Hydriomena och familjen mätare. Inga underarter finns listade i Catalogue of Life.